# Kawelomakualua
Kawelomakualua [Kavelomakualua] bio je 17. kralj havajskog otoka Kauaija, sin i nasljednik Kawelomahamahaije i njegove sestre Kapohinakalani.
Oženio se svojom sestrom Kaawihikalani, koja mu je rodila blizance Kawelopeekou i Kaweloaikanaku.
Kaweloaikanaka ga je naslijedio kao kralj.